# Васина улица
| Васина улица | Васина улица   |
| ------------ | -------------- |
|              |                |
| Општина      | Стари Град     |
| Почетак      | Трг републике  |
| Крај         | Студентски трг |
| Дужина       | 500 m          |
| Ширина       | 7,5 m          |
| Створена     | 1872           |
|              |                |
|              |                |
| Васина улица |                |

Улица Васе Чарапића, незванично Васина улица, почиње са Трга републике у Београду, код Народног позоришта, а близу места где је Васа Чарапић погинуо 1806. године у јуришу на Стамбол капију, и завршава се код Студентског трга. Названа је 1872. тим називом.
Овом улицом саобраћају тролејбуси са Калемегдана у разним правцима Београда. У близини почетка улице је споменик овом славном јунаку, тачно на месту где је храбро погинуо. Улица Васе Чарапића постоји и у његовом родном месту, у Белом Потоку код Авале. То је заправо главна белопоточка улица, почиње од одвајања са крагујевачког пута, пролази средином насеља и завршава се код железничке пруге Београд - Пожаревац, и Београд - Ниш - Скопље.
Овде се налази Зграда Класне лутрије у Београду.

## Име Улице
Васина улица је једна од малобројних улица у Београду која није мењала назив од свог постанка.

## Суседне улице
- Доситејева улица
- Добрачина улица
- Књегиње Љубице
- Змај Јовина
- Чика Љубина
- Браће Југовића
- Лазе Пачуа
- Марка Лека

## Занимљивости
- Оглас из 1911. године: Отворена је мануфактурна, платнарска и галантериска трговина у Васиној улици број 5.

| „ | Част нам је известити наше штоване муштерије да смо добили огроман избор разноврсне робе из првих енглеских, француских и немачких фабрика и продајемо по врло умереној цени. Мустре на захтев шаљемо. | ” |

- Оглас из 1929. године: Јорганџиска радња Стевана Адамовича у Васиној број 4.

| „ | Највећи избор јоргана, душека, јастука са најбољим памуком и вуном. Израда првокласна - цене солидне. | ” |

## Галерија
- Васина улица сликана 1901. године
- Зграда минирана 1944.
- Крај Васине улице ка Студентском тргу
- Натпис на Згради Класне лутрије
- Мурал на углу Васине и Змај Јовине улице
- Васина 7–9